# Geleira Schytt
A geleira Schytt ou glaciar Schytt é um glaciar ou geleira com cerca de 100 km de extensão, fluindo na direção norte entre Giaever e a cordilheira Ahlmann na Terra da Rainha Maud até à plataforma de gelo Jelbart, na Antártida.
Foi mapeada por cartógrafos noruegueses a partir de levantamento e de fotos aéreas da Expedição Antártica Norueguesa-Britânica-Sueca (NBSAE) (1949–1952), e recebeu o nome de Stig V. Schytt, glaciologista e o segundo na linha de comando da NBSAE.

## Fonte
Este artigo incorpora material em domínio público  de United States Geological Survey   , documento "Geleira Schytt" (conteúdo do Geographic Names Information System).